# Alpii Iulieni
Alpii Iulieni (germană Julische Alpen; slovenă Julijske Alpe; italiană Alpi Giulie) fac parte din Alpii Calcaroși din Sud și se întind pe teritoriul Sloveniei și Italiei. Denumirea munților este dată după numele dictatorului roman Gaius Julius Caesar (100-44 î.e.n).

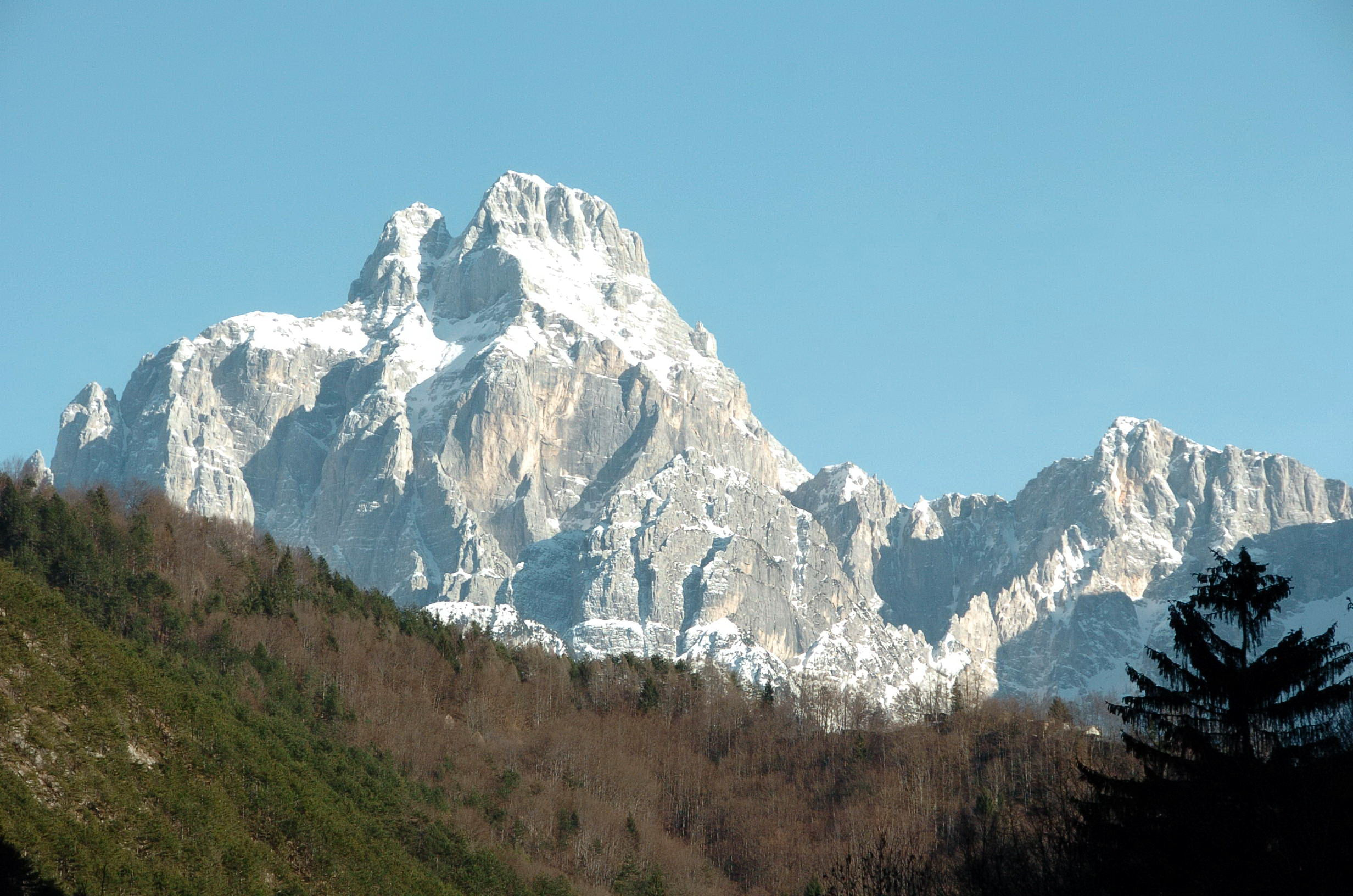
Vf. Montaș

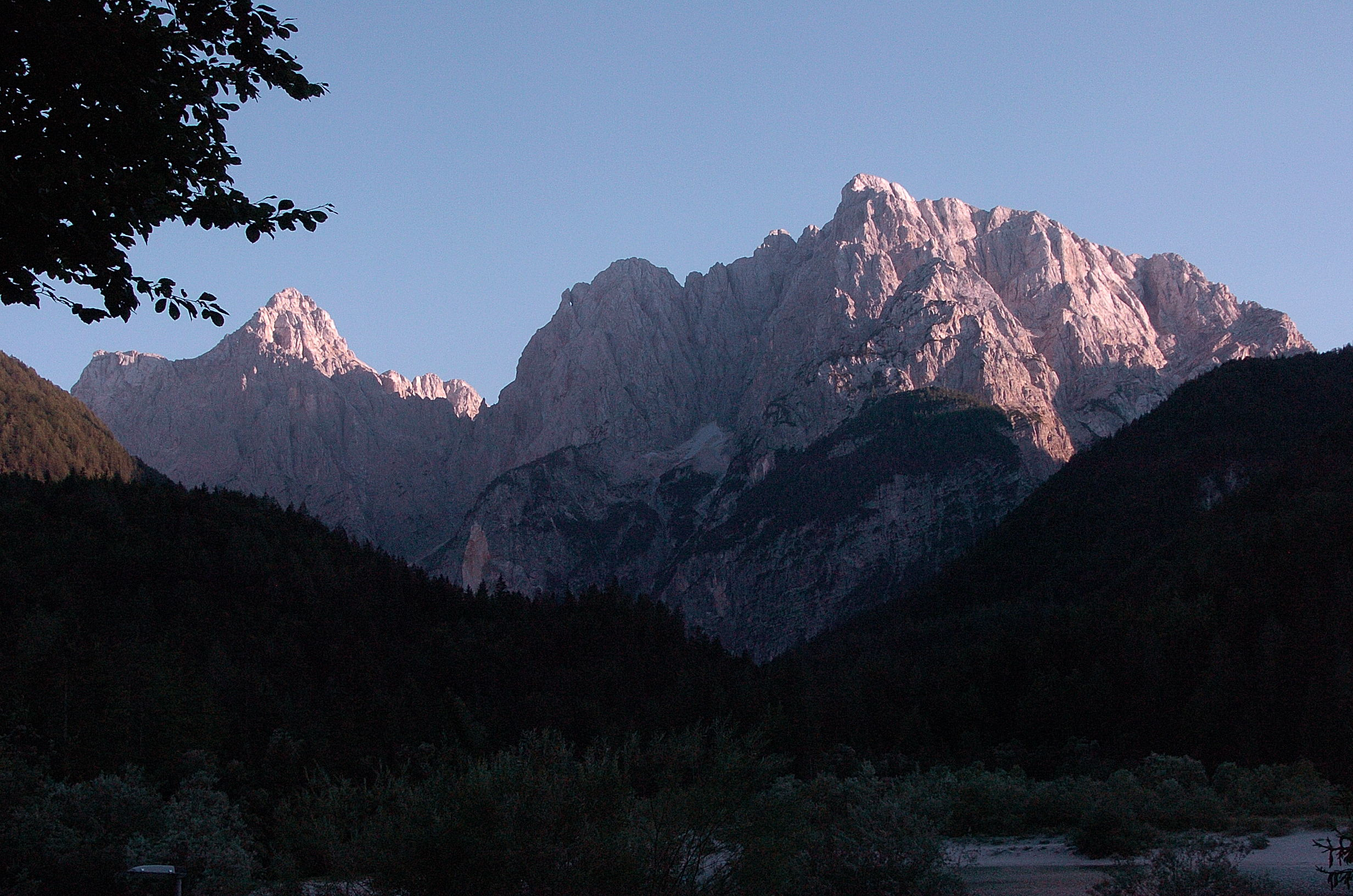
Vf. Răzor (stg.) și Prizoinik